# Łukasz Nagórski
Łukasz Nagórski herbu Leszczyc (zm. w 1571) – podkomorzy łęczycki w latach 1564-1571, wojski łęczycki w latach 1547-1561, starosta garwoliński, koniuszy królewien Jagiellonek, marszałek dworu królewny Anny Jagiellonki, dziedzic Parzęczewa, właściciel wsi Lubino.

## Życiorys

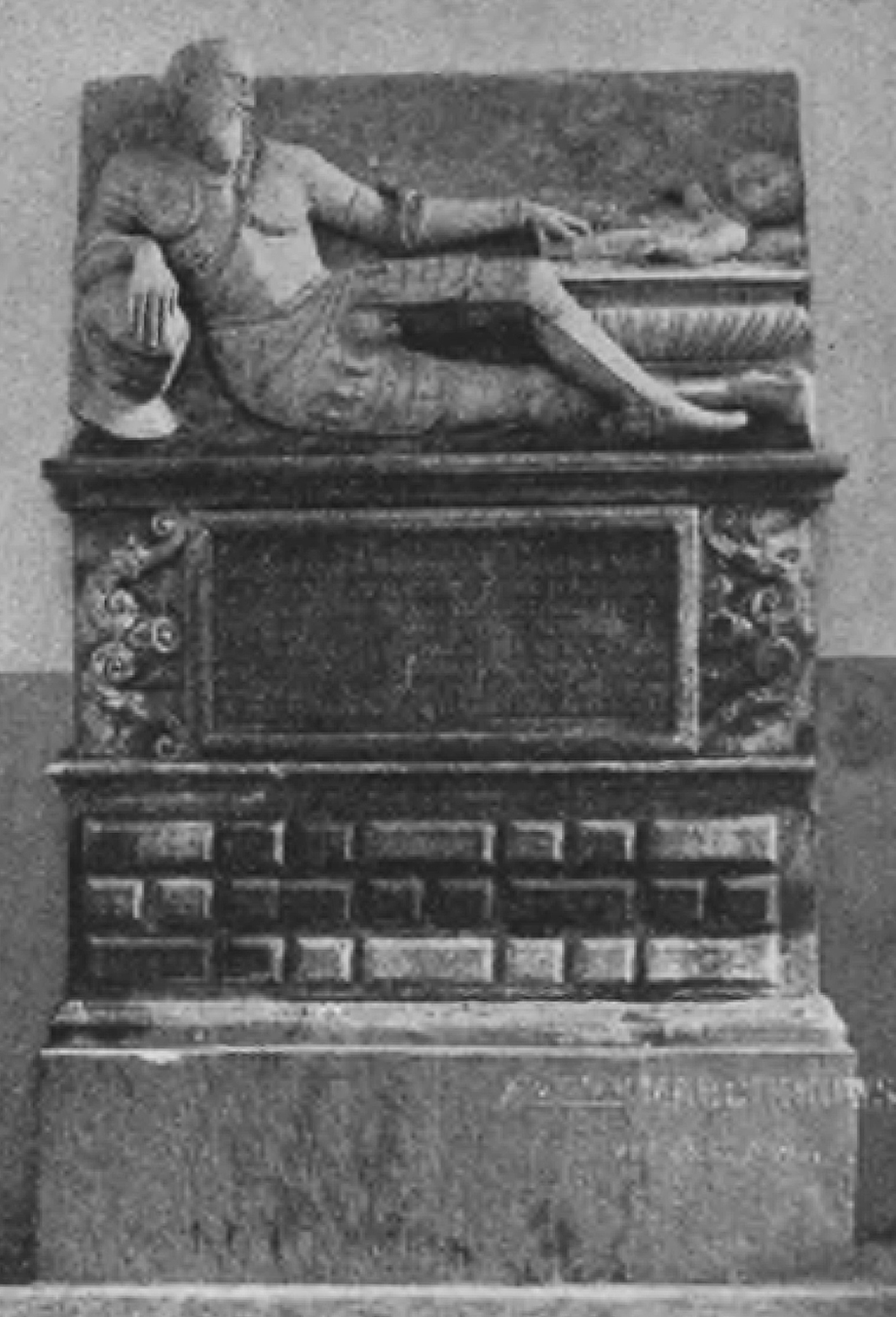
Renesansowy nagrobek Łukasza Nagórskiego i jego syna Stanisława ufundowany przez Barbarę z Mniszchów Nagórską w kolegiacie Św. Jana Chrzciciela w Warszawie. Nagrobek nie zachował się.

Łukasz Nagórski pochodził z rodziny szlacheckiej osiadłej w Nagórkach w pow. łęczyckim, pieczętującej się herbem Leszczyc. Był synem Wojciecha, dziedzica Parzęczewa i Zawady, skarbnika łęczyckiego i Anny Parzęczewskiej. Łukasz Nagórski ożenił się z Barbarą z Wielkich Kończyć Mniszchówną, córką Mikołaja, podkomorzego wielkiego koronnego, burgrabiego krakowskiego, z którą miał syna Stanisława, zmarłego w dzieciństwie. Według Seweryna hr. Uruskiego miał dwóch braci – Stanisława, wojskiego łęczyckiego i Walentego, podczaszego łęczyckiego. Miał także dwie siostry – Barbarę, żonę Piotra Wężyka z Wojslawic, i Angieszkę, żonę Wawrzyńca Obidowskiego.
Łukasz Nagórski po rodzicach odziedziczył (wspólnie z bratem Stanisławem) wieś Parzęczew, dla której w roku 1565 król Zygmunt August zezwolił na ponowną lokację miejską na prawie niemieckim. Wraz z bratem Stanisławem dzierżawił wieś królewską Lubino (dziś Lubień w pow. łęczyckim) oraz wójtostwo w tejże wsi. W roku 1554 Lubino Nagórscy otrzymali na wieczność. Dwa lata później Łukasz Nagórski był posesorem wsi Topolno i Osmolska Wieś z nadania królowej Bony. Dobra te w roku 1557 również dostał na wieczność. Oba te nadania później unieważniono w wyniku akcji egzekucyjnej dóbr królewskich. Łukasz Nagórski w roku 1560 otrzymał 150 florenów rocznej pensji dożywotnio z dochodów starostwa łomżyńskiego. W roku 1564 wziął w posesję dobra królewskie Rębków w woj. mazowieckim, obejmujące wsie: Rębków z folwarkiem Dąbrowa, Przekory, Izdebno, Wilkowyja i Stoczek. W roku 1571 Nagórski otrzymał dożywocie na wsi królewskiej Orla w starostwie łęczyckim. Zmarł w roku 1571.
Po jego śmierci wdowa Barbara z Kończyc Wielkich prowadziła rozliczenia spadkowe z siostrami Nagórskiego – Agnieszką Obidowską i Barbarą Wężykową. Zrezygnowała na ich rzecz ze swego prawa oprawnego do polowy dóbr Parzęczew w zamian za prawo do sum zapisanych zmarłemu mężowi na dobrach królewskich Topolno, Osmolska Wieś, Lubino i Orla. Barbara z Kończyc Wielkich wstępował jeszcze dwukrotnie w związki małżeńskie – wpierw z Janem Firlejem, wojewodą krakowskim a następnie z Janem Dulskim, podskarbim koronnym. W kolegiacie Św. Jana Chrzciciela w Warszawie ufundowała pomnik nagrobny Łukaszowi Nagórskiemu. Pomnik ten nie zachował się.
Łukasz Nagórski pełnił ważne funkcje i sprawował liczne urzędy. W roku 1547 otrzymał wakujący po śmierci Tomasza Sobockiego, kanclerza wielkiego koronnego, urząd wojskiego łęczyckiego. Następnie był w 1557 roku koniuszym sióstr królewskich, a w roku 1564 marszałkiem dworu królewny Anny Jagiellonki. Był także podkomorzym łęczyckim w latach 1564-1571. W roku 1569 obejmował urząd starosty garwolińskiego. Był także w roku 1564 wójtem we wsiach Lewików i Przekory, a w roku 1571 wójtem w Niecieplinie, należącym do starostwa garwolińskiego.
Poseł na sejm 1570 roku z województwa łęczyckiego.
Według niektórych historyków Łukasz Nagórski, podkomorzy łęczycki, pochodził z rodziny pieczętującej się herbem Ostoja.